# Gengahr
Gengahr est un groupe britannique de rock, originaire de Londres, en Angleterre.

## Histoire
Le groupe est formé en 2013 à l'école Stoke Newington à Hackney, Londres. Bien que s'appelant à l'origine RES, ils sont contraints de changer de nom après avoir découvert un artiste déjà appelé RES sur iTunes. Leur nouveau nom est un jeu de mots sur Gengar (Ectoplasma en français), l'un des Pokémon originaux.
Après que le DJ Huw Stephens de BBC Radio 1 joue leur premier single, Fill My Gums With Blood, lors de son émission de radio, le groupe est invité à se produire sur la scène Introducing du Glastonbury Festival en 2014.
Leur premier album, A Dream Outside, sort le 15 juin 2015. A Dream Outside reçoit des critiques positives de la part de la plupart des critiques musicaux. Sur Metacritic, qui attribue une note normalisée sur 100 aux critiques, l'album reçoit une moyenne de 79, basée sur 10 critiques, ce qui indique « des critiques presque entièrement favorables ». Rhian Daly du NME décrit A Dream Outside comme « un mélange étrangement apaisant de romance sombre et de doux psychédélisme ». Gwilym Mumford du Guardian loue l'album comme étant subtilement raffiné et « psychpop avec une forte emphase sur la pop ». Haydon Spenceley de Clash Magazine écrit : « C'est peut-être aller un peu vite en besogne que de les qualifier de « sauveurs de la musique de guitare britannique », ou quoi que ce soit de ce genre, mais il doit certainement se classer parmi les meilleurs premiers albums à guitares à avoir été crachés par la musique britannique jusqu'à présent en 2015. ».
En octobre 2017, il est annoncé que leur deuxième album, Where Wildness Grows, sortirait le 9 mars 2018.

## Discographie partielle

### Albums studio
- 2015 : A Dream Outside
- 2018 : Where Wildness Grows
- 2020 : Sanctuary
- 2023 : Red Sun Titans